# Казанцева, Татьяна Анатольевна
Татьяна Анатольевна Казанцева (Каргаева) (укр. Тетяна Анатоліївна Казанцева; 3 декабря 1986 года, Мариуполь) — украинская актриса театра и кино, лауреат премии за лучшую женскую роль Национального фестиваля «Премьеры сезона», известная по ролям в фильмах «Духless 2», «Последний янычар», «Инсомния», «Жребий судьбы» и др.

## Биография
Родилась 3 декабря 1986 года в Мариуполе (Донецкая область).
В школьные годы посещала кружок танцев, занималась в музыкальной школе, была членом команды чирлидеров баскетбольного клуба «Азовмаш». Позже появилась актёрская студия при Донецком русском драматическом театре под руководством Константина и Анжелики Добруновых.
В 2008 году окончила Киевский национальный университет театра, кино и телевидения имени И. К. Карпенко-Карого по специальности актриса театра кукол (мастерская Сергея Ефремова).
За годы учёбы в украинской столице участвовала в массовках и рекламных проектах (реклама мобильных телефонов, сети магазинов, интернет-портала, сигарет, банка). С января 2008 по декабрь 2011 года работала в Киевском муниципальном академическом театре кукол.
В 2013 году вместе с актёром Александром Мартыненко и лауреатом национальной театральной премии «Киевская пектораль» режиссёром Мариной Назаренко создала визуально-пластический проект «ОнОнаЖизнь», признанным лучшим спектаклем фестиваля «Премьеры сезона» в Киеве.
Снимается в кино и сериалах. Дебют на телевидении, грузинский фильм «Пора цветения», принёс Казанцевой первую главную роль. Далее были сериалы («Скорая помощь», «На линии жизни», «Жребий судьбы», «Последний янычар», «Инсомния»), участие в кинофильмах «Излечить страх», «Духless 2» (продолжение экранизации одноимённого романа Сергея Минаева) и др..

### Семья
Отец — Анатолий Казанцев, врач. Мать — Ольга Смирнова, врач.
Брат Евгений Казанцев, музыкант, создатель ансамбля «Бряц-band»
Муж Денис Каргаев, продюсер, директор некоммерческой велошколы «Красный насос». Сын Иван (род. 22 сентября 2017).

## Театральные работы
В спектакле <«Любовь к трём апельсинам»> играют только двое актёров — Татьяна Казанцева и Павел Борисёнок. Они исполняют все роли, как актёры «уличного искусства», где сплав циркового искусства и театра кукол приобретает совсем новых форм кукольного представления. Постановка является волной, которая должна заинтересовать зрителя жанром, который стал наследием комедии дель арте: попытка соединить актёрское ремесло периода Возрождения и современное театральное искусство.
Учебный театр киевского национального университета театра, кино и телевидения имени И. К. Карпенко-Карого
- 2008 — «Любовь дона Перлимплина» Ф. Гарсиа Лорка, режиссёр Оксана Дмитриева — Белиса
- 2008 — «Конёк-Горбунок» П. Ершова, режиссёр Михаил Урицкий — все роли[2]

Киевский муниципальный академический театр кукол
- 2008 — «Стойкий оловянный солдатик» Всеволода Данилевича по мотивам сказки Х. Андерсена, режиссёр Михаил Урицкий — Балеринка
- 2011 — «Любовь к трём апельсинам» Виктории Сердюченко по мотивам фьябы К. Гоцци, режиссёр Михаил Урицкий — Клариче / Тарталья / Моргана
- 2012 — «Дюймовочка» Х. Андерсена, режиссёр Михаил Урицкий (спектакль стал лауреатом премии «Киевская пектораль» за 2012 год[6])

Московский независимый театр
- 2011 — «Мастер и Маргарита» М. Булгакова, режиссёр Валерий Белякович — Маргарита

Театр при киностудии «Film UA»
- 2012 — «Самоубийца» Н. Эрдмана, режиссёр Игорь Заднипряный — Клеопатра Максимовна

Независимый проект на базе Киевского академического театра
- 2013 — «Бомонд» А. Дьяченко, режиссёр Александр Мельник — Она

Полтавский академический областной театр кукол
- 2013 — «Антигона» Софокла, режиссёр Оксана Дмитриева — Антигона

Театр PaperWall
- 2014 — «ОнОнаЖизнь», режиссёр Марина Назаренко — Она[7][8][9] (признан лучшим спектаклем Национального театрального фестиваля «Премьеры сезона» в 2014 году)
- 2015 — «Эшелон № 0» Виктора Красовского и Ирины Гарец, режиссёр Марина Назаренко — Сестра милосердия. Проект создан в рамках Класса молодой режиссуры международного конкурса русскоязычной драматургии «Действующие лица» театра «Школа современной пьесы»

Электротеатр Станиславский
- 2016 — «Золотой осел» Апулея, режиссёр Альберто Аль Космико — Изида

Фестиваль TERRITORIЯ
- 2016 — «Русский ковчег» Александра Цыпкина, режиссёр Йован Стаматович-Карич. Спектакль создан в рамках программы «Живые пространства»

Домик Фанни Белл
- 2016 — «Финдус и механический Дед Мороз» Свена Нурдквиста, режиссёр Елена Лабутина — Финдус
- 2017 — «Охота на лис» Свена Нурдквиста, режиссёр Елена Лабутина — Финдус
- 2018 — «Именинный пирог» Свена Нурдквиста, режиссёр Елена Лабутина — Финдус
- 2020 — «Пау Вау», режиссёры Татьяна Каргаева и Татьяна Князева — Соплеменница
- 2020 — Zoom-спектакль «Петсон и Финдус. Начало» Свена Нурдквиста, режиссёр Елена Лабутина — Финдус
- 2022 — «Зверский детектив», режиссёры Данила и Павел Рассомахины — Несколько ролей

Lidia Kopina Company
- 2017 — спектакль-путешествие «Красное дерево», режиссёр Лидия Копина. На сцене Боярских палат СТД.
- 2020 — спектакль «Блуждающее время», режиссёр Лидия Копина. На сцене концертно-театрального пространства «Интересно».

Moscow English Theatre
- 2018 — Every Brilliant Thing Дункана Макмиллана, режиссёр Джонатан Солвэй — Мать. Премьера состоялась на сцене Театра имени Владимира Маяковского.

Театр.doc
- 2019 — «Страх и ненависть в Серпухове», режиссёр Илья Леонов — Душа Серпухова.
- 2021 — «Будущее.doc», режиссёр Дмитрий Соболев — Девочка.

Abbey Players
- 2019 — «Палачи» Мартина Макдонаха, режиссёр Илья Леонов — Ширли.
- 2020 — «Чик Ток», режиссёр Илья Леонов — Официантка Таня.

«Арт-Партнёр XXI» и Музей Москвы
- 2021 — «Двое», режиссёр Дмитрий Крымов — голова Чарли Чаплина.

Театр Morgenstern, Берлин
- 2023 — «Пластиковая гусеница», режиссёр Ларисса Вернер — кукловод.[10]
- 2024 — «Фабрика слов» Аньес де Лестрад и Валерии Докамп, режиссёр Даниэль Кох — Мари

Мюнхенский камерный театр
- 2023 — «Зеленые коридоры» Наталки Ворожбит, режиссёр Жан-Кристоф Гёкель — девушка из Бучи.[11]
- 2023 — «WoW — World on a Wirecard» Анны Хербут по фильму «Мир на проводе» Райнера Вернера Фассбиндера, режиссёр Лукаш Тварковски — Николь и Руслана.[12]

Городской театр, Майнц
- 2024 — «NON-EXISTENT» Наталки Ворожбит, режиссёр Марк Беккер — Орыся

Театр Максима Горького, Берлин
- 2024 — «Зеленые коридоры» Наталки Ворожбит, режиссёр Тамара Трунова — женщина с кошками

На сцене театра AKUD, Берлин
- 2025 — «Женщины в темноте» Ирины Серебряковой и Маши Денисовой, режиссёр Сатчел Реемтсма — женщина

## Фильмография
- 2009 — Пора цветения (телесериал) (Грузия) — Елена[2]
- 2010 — По закону (телесериал) — Наталья, официантка
- 2010 — Не уходи (короткометражный, в рамках школы актёрского мастерства кинокомпании Film UA)
- 2011 — Возвращение Мухтара (телесериал)-7 (8-я серия «Три сосиски») — Анна Сорокина
- 2012 — Досье Пикадор (телесериал) (Грузия) — Леся, детектив
- 2012 — Ангелы войны (телесериал) — эпизод
- 2013 — Шулер (телесериал) — Екатерина в молодости
- 2013 — В сети (скетчком)
- 2013 — Излечить страх — Лена, дочь Луки
- 2014 — Скорая помощь (русскоязычная версия сериала «Скорая помощь») — Маша Горина
- 2014 — Месть (короткометражный, в рамках Летней киноакадемии Никиты Михалкова)
- 2014 — Каждый пишет, как он слышит (специальный проект Егора Дружинина в рамках Летней киноакадемии Никиты Михалкова)
- 2014 — Таблетка от слёз (телефильм) — Ира
- 2015 — Духless 2 — Татьяна, секретарь
- 2015 — Последний янычар (телесериал) — Лидия
- 2015 — Жребий судьбы (телесериал) — Ксения Рязанова, студентка музыкального училища / дочери Ксении и Павла (Марина / Ольга / Дарья)[13]
- 2015 — Весь этот джем — инструктор по йоге
- 2016 — На линии жизни (телесериал) — Елена Кожухова
- 2016 — Измена (короткометражный) — Кира Соломина
- 2019 — Право на жизнь (короткометражный) — Мария
- 2019 — Пёс-5 (телесериал) — Полина Серебрякова
- 2019 — Страшно (короткометражный) — Мама
- 2020 — ИП Пирогова (телесериал) — Наглая девушка
- 2021 — Чернобыль — медсестра
- 2021 — Дисциплина (короткометражный) — Луиза
- 2021 — Инсомния (телесериал) — Елена, мать Юрия
- 2022 — Порт (телесериал) — Ольга, вдова Макарова
- 2022 — Консерва (короткометражный)— Настя
- 2023 — Реальность братьев Гримм (телесериал) — Медсестра

## Телевизионные кукольные шоу, мультфильмы и реклама
- Рекламный ролик МТС «Nokia Lumia 820»[14]
- Политическое кукольное шоу «Пупсня» на телеканале «ТЕТ» (роли Виктора Ющенко, Юлии Тимошенко, Виктора Януковича и др.)[2]
- Образовательный кукольный сериал Stroosh на онлайн-канале KiddoTV — несколько ролей
- Короткометражный кукольный фильм «Кросс» в рамках мультипликационного журнала «Весёлая карусель» производства студии «Союзмультфильм».
- Телевизионный кукольный сериал «Бабушкины сказки» на телеканале «Детский мир».
- Телевизионный кукольный сериал «Ювик с планеты Ю!» на телеканале «Детский мир».

## Выставки и перформансы
Музей изобразительных искусств имени А. С. Пушкина
- Выставка «Дом впечатлений. Прогулка с трубадуром. Импровизация. Звук» в усадьбе князей Голицыных, видеоинсталляция Саши Пироговой MONO.
- Премия Кандинского 2017 Саше Пироговой в номинации «Молодой художник. Проект года»

57-я Венецианская биеннале
Экспозиция Theatrum Orbis в павильоне России, видео Саши Пироговой «Сад»..
Лондонский филармонический оркестр
Проект Divine Fire: балеты Людвига ван Бетховена «Создания Прометея» и Игоря Стравинского «Орфей» в исполнении Лондонского филармонического оркестра под руководством Владимира Юровского и в сопровождении перформанса театра «Трикстер» (режиссеры Мария Литвинова и Вячеслав Игнатов).
Фестиваль-путешествие «Человек мира»
Литературно-театральный поезд «Состав мира», художественный руководитель Павел Семченко (Инженерный театр «Ахе»)
Лондонский фестиваль театра LIFT 2022
Театральная инсталляция «Комнаты» (Rooms Left Behind), автор Анна Островская .

## Награды и признание
| Год  | Премия                                                       | Номинация           | Спектакль                  | Результат |
| ---- | ------------------------------------------------------------ | ------------------- | -------------------------- | --------- |
| 2011 | V Международный театральный фестиваль «Homo Ludens» Николаев | Лучшая женская роль | «Любовь к трем апельсинам» | Победа    |
| 2014 | I Национальный фестиваль «Премьеры сезона» Киев              | Лучшая женская роль | «ОнОнаЖизнь»               | Победа    |

В мини-сериале «Жребий судьбы» сыграла сразу четыре главные женские роли:

Изначально мы рассматривали все варианты: близняшек, внешне похожих девушек. Например, чтобы одна актриса сыграла маму, а другая — трёх похожих на неё дочерей. Или же одна играет маму и дочку, а вторая — двух других сестёр. Но чем дальше, тем больше я понимал, что в погоне за «похожестью» я сам себе создаю некие формальные ограничения. Пришлось бы отказаться от талантливой актрисы только потому, что у неё не такой разрез глаз и она не похожа на своих киношных сестёр. Я понял, что играть все роли должна одна девушка. Это были непростые пробы. — режиссёр Александр Будённый